# Oh Seul-ki
Oh Seul-ki (koreanisch 오슬기; * 20. August 1987) ist eine südkoreanische Badmintonspielerin. 

## Karriere
Oh Seul-ki gewann 2003 die Norwegian International im Damendoppel mit Ha Jung-eun. Mit ihr war sie auch bei den Vietnam International 2005 erfolgreich. Bei derselben Veranstaltung siegte sie auch im Mixed. 2006 war sie erneut bei den Vietnam International siegreich.

## Sportliche Erfolge
| Saison | Veranstaltung           | Disziplin   | Platz | Name                      |
| ------ | ----------------------- | ----------- | ----- | ------------------------- |
| 2003   | Norwegian International | Damendoppel | 1     | Ha Jung-eun / Oh Seul-ki  |
| 2005   | Vietnam International   | Damendoppel | 1     | Ha Jung-eun / Oh Seul-ki  |
| 2005   | Vietnam International   | Mixed       | 1     | Hwang Ji-man / Oh Seul-ki |
| 2006   | Vietnam International   | Damendoppel | 1     | Kim Min-jung / Oh Seul-ki |